# Drayton Valley
Drayton Valley, est une ville (town) de l'Alberta (au Canada) située au sud-ouest d'Edmonton le long de la rivière Saskatchewan Nord.

## Démographie
| 2001  | 2006  | 2011  | 2016  |
| ----- | ----- | ----- | ----- |
| 6 090 | 6 893 | 7 118 | 7 235 |

## Histoire
Les premiers colons européens arrivent à l'emplacement de Drayton Valley vers 1907. Vivant principalement d'agriculture d'exploitation forestière et de trappage, les colons utilisent la rivière Saskatchewan Nord pour se rendre à Edmonton n'ayant pas de route. Jusqu'en 1945, la principale activité économique est l'exploitation forestière qui est alors remplacée par l'agriculture mixte. En 1953, on découvre du pétrole dans le champ pétrolifère de Pembina. Le 23 février 1953, Mobil (aujourd'hui ExxonMobil) commence le forage. Cette année, la population passe de 75 à 2 000 personnes. En février 1956, le hameau est incorporé comme village. Un an plus tard, soir le 7 février 1957, son statut change pour celui de ville (en anglais : town).

## Économie
D'abord conçue comme municipalité modèle par le gouvernement provincial, sa croissance accélérée dans les années 1950 force le gouvernement d'adopter la Drayton Valley Townsite Act en 1954 afin de contrôler la vente des terrains.
Aujourd'hui, la ville profite de plusieurs aménagements urbains tels qu'un hôpital, le centre sportif Omniplex, six écoles publiques, deux catholiques, une école parallèle, une montagne de ski, un club de golf, un journal hebdomadaire et deux stations de radio.
La majorité de son économie repose aujourd'hui sur l'exploitation du pétrole et du gaz naturel. L'agriculture et les industries forestières y jouent encore un rôle important. Une usine de Weyerhaeuser y a été exploitée, mais a fermé ses portes en 2007.

## Galerie

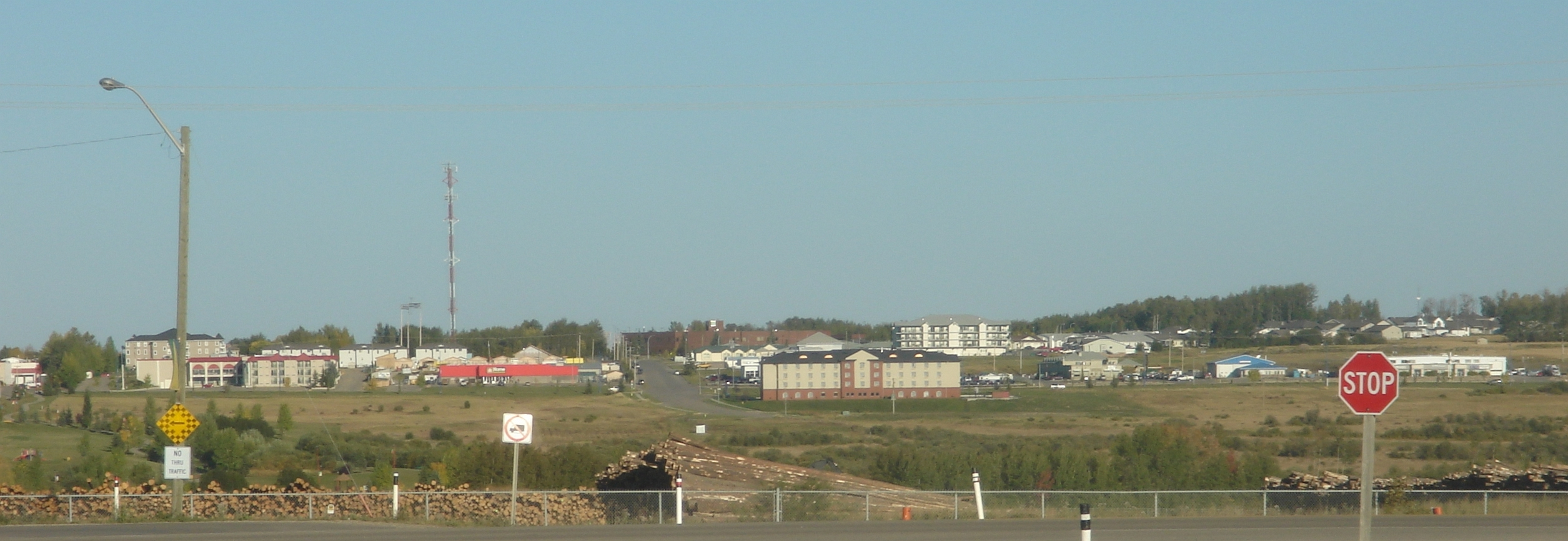

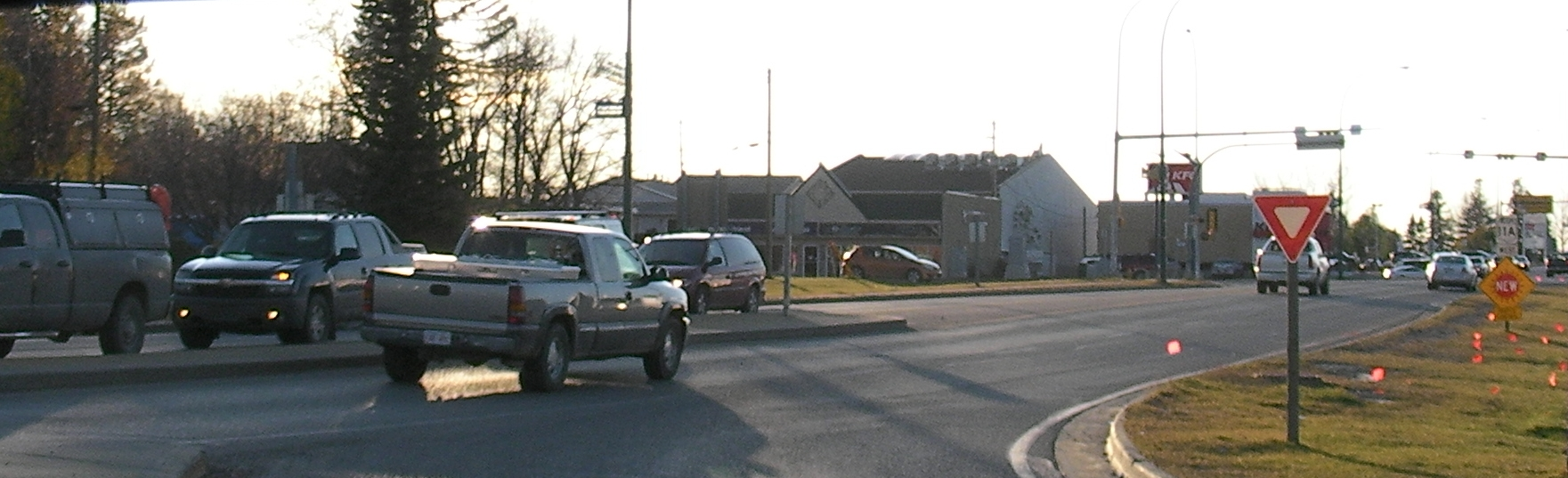